# La casa por el tejado
«La casa por el tejado» es una canción del grupo musical Fito & Fitipaldis. Está incluida en el álbum Lo más lejos a tu lado, y es el primero de los dos sencillos que hay en éste (Soldadito marinero es el título del segundo sencillo).

## Contexto y composición
Tras la disolución de Platero y Tú, Fito Cabrales emprendió su proyecto en solitario con Fito & Fitipaldis. En 2003, la banda lanzó Lo más lejos, a tu lado, álbum que marcó un punto de inflexión en su carrera. "La casa por el tejado" abre este disco y se caracteriza por su  rock, estilos predominantes en el repertorio del grupo. La canción fue escrita por Adolfo "Fito" Cabrales y cuenta con la colaboración de Lichis, vocalista de La Cabra Mecánica.

## Análisis de la letra
La letra de "La casa por el tejado" es una reflexión introspectiva sobre las lecciones de vida que no se aprenden en la educación formal. Fito utiliza la metáfora de construir una casa comenzando por el tejado para ilustrar decisiones apresuradas o la inversión de prioridades en la vida. Expresa cómo las experiencias y los errores son fuentes esenciales de aprendizaje, más allá de lo que enseñan los libros. Frases como "El colegio poco me enseñó" resaltan la importancia del aprendizaje práctico y emocional sobre el académico.

## Recepción y legado
Tras su lanzamiento, "La casa por el tejado" alcanzó el número uno en las listas de éxitos durante varias semanas, aumentando la popularidad de la banda. El éxito de este sencillo, junto con el de "Soldadito marinero", llevó al álbum Lo más lejos, a tu lado a obtener múltiples discos de platino en España. En 2017, la canción fue incluida en el álbum recopilatorio Fitografía, que celebra los 20 años de trayectoria de Fito & Fitipaldis y recoge una selección de sus temas más populares.

## Versiones
- El humorista y actor Juan Muñoz interpretó dicha canción en el programa Tu Cara Me Suena en la tercera gala.[4]
- El cantante El Arrebato junto a Andrés Palop, en 2010 interpretó dicha canción

## Certificaciones
| País   | Organismo certificador | Certificación | Ref.  |
| ------ | ---------------------- | ------------- | ----- |
| España | PROMUSICAE             | 4× Platino    | [ 5 ] |